# Henri Tousignant
Pour l’article homonyme, voir Tousignant.
Henri Tousignant (né le 20 août 1937) est un industriel et homme politique fédéral du Québec.

## Biographie
Né à Palmarolle dans la région de l'Abitibi-Témiscamingue, il entama sa carrière politique en servant comme conseiller municipal dans sa municipalité natale pendant 4 ans.
Élu député du Parti libéral du Canada dans la circonscription fédérale de Témiscamingue en 1979, il fut réélu en 1980. Il fut défait en 1984 par le progressiste-conservateur Gabriel Desjardins.
Pendant son passage à la Chambre des communes, il fut secrétaire parlementaire du ministre des Travaux publics en 1982, du ministre des Affaires indiennes et du Nord canadien de 1982 à 1983, du ministre de l'Industrie et du Commerce en 1983, du ministre de l'Expansion économique régionale en 1983 et du ministre de l'Expansion industrielle régionale de 1983 à 1984.